# Fazenda Serra Negra
A Fazenda Serra Negra é uma propriedade rural histórica tombada pelo FUNDAC (Fundação Cultural do Piauí), por causa de sua importância cultural. Está localizada no limite entre Aroazes e Santa Cruz dos Milagres, no estado do Piauí.

## Histórico
Era a mais importante de três fazendas existentes na região da Freguesia de Nossa Senhora da Conceição, criada em 31 de março de 1739, pelo bispo do Maranhão D. Manoel da Cruz, e com sede no povoado da Missão dos Aroazes. Na fazenda estabeleceram-se os primeiros Pereira da Silva, oriundos de Lisboa. 
Tem seu nome atribuída a Luís Carlos Abreu de Bacelar, conhecido como Serra Negra, filho do capitão-mor Luís Carlos Pereira de Abreu Bacelar e irmão de José de Abreu Bacelar. Não é provado, mas existe uma lenda ainda contada na região que uma escrava foi cortada por um serrote, e desse acontecimento derivou o termo serra negra. Era um temido proprietário de terras conhecido por sua crueldade com seus escravos.
Atualmente, a propriedade faz parte de um latifúndio do grupo empresarial cearense chamado Esperança Agropecuária Ltda, que possui cerca de 198.000 hectares de terras distribuídas entre toda a região e tendo como principal atividade econômica a pecuária, produção de caju e mel.

### As lendas da Fazenda Serra Negra
A Fazenda não só testemunhou as lendas aterrorizantes que embalam a imaginação de sua população. Um profundo sentimento de fé é externado pelos habitantes que gravitam em seu território e à sua volta. Na capela de Sant’Ana, comemora-se festivamente a data a de 27 de julho, com práticas religiosas e profanas, ocasião em que se transforma em importante centro religioso da região.
Uma das lendas diz que uma escrava teria desagradado o Serra Negra e por isso, ele mandou jogá-la em um curral com onças. Extraordinariamente, a escrava não foi devorada pelos animais porque ela teria feito uma prece a Nossa Senhora de Santana para salvá-la. O fazendeiro, então, tornou-a padroeira da fazenda chegando a importar de Portugal uma imagem da santa que atualmente está em uma capela dentro do casarão.
Outra lenda também relacionada a uma escrava, é que o fazendeiro Luís Bacelar a tinha serrado viva por ter auxiliado a esposa dele a simular uma tuberculose e assim retornado à casa dos pais.
Com relação à sua morte, existe a lenda que enquanto era realizado o cortejo fúnebre, o corpo de Luís Bacelar foi roubado. 

### A demonização do proprietário da Fazenda Serra Negra
Era suspeito de ser um dos mandantes do assassinato de Antonio Pereira Nunes, tesoureiro geral das fazendas dos defuntos e ausentes de Oeiras do Piauí de 1792 a 1794, mas o processo de investigação não seguiu adiante.
Casou-se com D. Luzia Perpétua Carneiro Souto Maior em 1802, casamento foi feito por procuração, sem a presença do noivo como constam em documentos da época. Reforçando a lenda da escrava que auxiliou a ama a retornar à casa dos pais, documentos atestam a solicitação  de divórcio permanente feito por D. Luzia Perpétua Carneiro Souto Maior ao Bispado do Maranhão em 1810. Nos autos consta como justificativa que ele a maltratava além de ser infiel. Porém o pedido não foi aceito.
Com relação ao seu falecimento, não há registros de sepultura ou atestado de óbito de Luis Carlos Bacelar, o que parece estranho uma vez que existe do inventário.

## Arquitetura
A sede é um exemplo da arquitetura rural piauiense, com seus muros de pedras, e apresenta quatorze cômodos, vinte e cinco janelas largas, um oratório e paredes em pedra com largura de 80 cm. Possui também uma cobertura bastante característica da região com peças em carnaúba (caibros e linhas), e telhas largas, típicas da época, com planta de cobertura em quatro águas. É uma construção de 438 metros quadrados e ainda existem ruínas de currais de pedra próximas à casa.
Tem também uma senzala com troncos, que possuía correntes e argolas, peças que foram  enviadas para o Museu do Piauí, em Teresina.

## Revitalização / Sítio Arqueológico
Apesar de seu tombamento, a Fazenda Serra Negra encontrava-se em estados precários em 2018, quando Ministério Público do Estado do Piauí e o Ministério Público Federal moveram uma ação em conjunto para que a área fosse revitalizada. A Fundação Cultural Piauí já tinha levantado o valor histórico da casa sede da Fazenda, comprovando com documentos pesquisados e também com as informações passadas de geração em geração na região. Durante a investigação ministerial, também foi descoberto que no entorno da construção existem  sítios arqueológicos da época da colonização, início do povoamento e independência do Piauí. Também está localizado na propriedade rural o patrimônio pré-histórico do Sítio Arqueológico Letreiro da Pedra Furada.
O processo da arqueologia histórica deve ocorrer antes da restauração, uma vez que a área a ser escavada é maior que a própria fazenda e faz parte da responsabilidade da União. O IPHAN ficará responsável pelo levantamento e prospecção arqueológico na sede da antiga Fazenda Serra Negra e ao seu redor. A empresa proprietária do imóvel, o grupo Edson Queiroz, deverá  encarregar-se da recuperação do imóvel.